# Steve Bloom

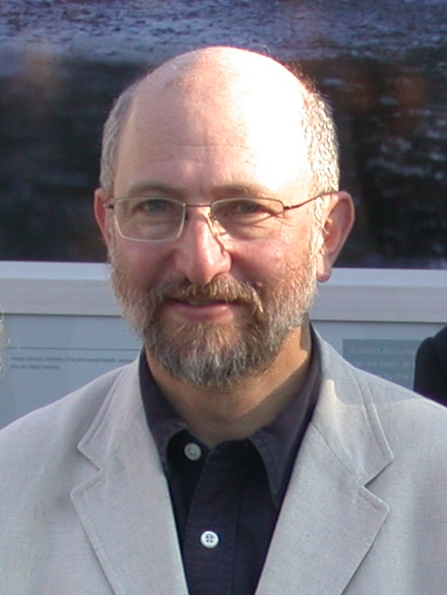
Steve Bloom (2005)

Steve Bloom (* 1953 in Johannesburg) ist ein südafrikanischer Fotograf und Autor.

## Leben
Bloom wurde in Johannesburg geboren und wuchs dort auch auf. Sein frühes Interesse an der Fotografie wurde von den Bildern im Life-Magazin inspiriert. 1972 machte er eine Ausbildung zum Tiefdrucker und porträtierte Menschen, die unter dem Apartheidsystem lebten.
1977 reiste er nach England, wo einige der Bilder vom International Defense and Aid Fund for Southern Africa veröffentlicht und als Wanderausstellung ausgestellt wurden. Steve Bloom arbeitete mehrere Jahre in der Grafik und war 1999 gemeinsam verantwortlich für die Umsetzung der Addison-Entwürfe für die offiziellen Plakate für die Olympischen Sommerspiele 1992 in Barcelona. Bloom begann  im Jahr 1993 in einem Urlaub in Südafrika, wild lebende Tiere zu fotografieren. 1996 widmete er seine ganze Zeit der Tierfotografie und arbeitete die folgenden zwei Jahre an seinem ersten Buch In Praise of Primates, das in zehn Sprachen übersetzt wurde.
2004 erschien Untamed, ein übergroßes Buch mit Tieren aus allen Kontinenten der Welt. 2006 veröffentlichte Bloom zwei Monografien: Elephant! und Geist der Wildnis. Im selben Jahr kehrte er zum Fotografieren von Menschen zurück. Living Africa, veröffentlicht im Jahr 2008, ist eine Sammlung von Fotografien, die mehrere afrikanische Länder abdecken und Fotos von Wildtieren, abgelegenen Stammesgruppen und Menschen in Städten leben.
Bis 2010 hatte Bloom elf Außenausstellungen im Stadtzentrum mit dem Titel Spirit of the Wild produziert, die jeweils aus bis zu 100 wetterfesten Großformatdrucken bestanden. Es sollte das Bewusstsein für das Eindringen in Lebensräume und die globale Erwärmung schärfen. Die Eröffnungsausstellung in Birmingham dauerte elf Monate. Weitere Ausstellungen folgten in Kopenhagen, Leeds, Amsterdam, Stockholm, Moskau, Dublin, Oslo, Stavanger, Barcelona, Edinburgh, Tokio und Abbeville. Die Kopenhagener Ausstellung wurde am 16. Mai 2006 eröffnet und in den ersten drei Monaten von 1.019.028 Personen besucht. Im Juni 2012 zeigte das London Festival of Photography seine Ausstellung Beneath the Surfac.

## Werke
- Trading Places – The Merchants of Nairobi. Thames & Hudson, 2009, ISBN 978-0-500-54381-8.
- Living Africa. Thames & Hudson, 2008, ISBN 978-0-500-51427-6.
- Untamed. Abrams, 2008, ISBN 978-0-8109-7237-7.
- Spirit of the Wild. Thames & Hudson, 2006, ISBN 0-500-51437-2.
- Elephant! Thames & Hudson, 2006, ISBN 0-500-51321-X.
- Untamed. Harry N. Abrams, 2004, ISBN 0-8109-5611-X. (Französisch: Editions De La Martinière, Animal. ISBN 2-7324-3113-3; Deutsch: Knesebeck, Wilde Tiere. ISBN 3-89660-251-9; Ungarisch: Alexandra, Állatok. ISBN 963-367-787-4; Litauisch: Alma Litera, Gyvûnai. ISBN 9955-08-571-1; Spanisch: Lunwerg, Salvajes. ISBN 84-9785-072-6; Flämisch / Niederländisch: Lannoo, Dieren. ISBN 90-209-5787-2; Italienisch: Mondadori, Omaggio Agli Animali. ISBN 88-370-3098-3; Russisch: Art Rodnik.)
- In Praise of Primates. Könemann Verlag, 1999, ISBN 3-8290-1556-9.
- Elephants: A Book for Children. Thames & Hudson. (Deutsch Mein Großes Buch der Elefanten – Knesebeck; Englisch USA Paperback / Book Fair Safari Scholastic; Spanisch El pequeno gran libro de los elefantes Ediciones Oniro (2008); Rumänisch Cartea cu elefanti Editura Art (2008); Ungarisch Elefántkönyv – Athenaeum (2008); Niederländisch Olifanten – een boek voor kindern – Atrium; French Les Éléphants – De la Martinière Jeunesse. (text by David Henry Wilson) 2007, ISBN 978-0-500-54344-3)
- My Favourite Animal Families. Thames & Hudson, 2010. (Englisch USA My favorite animal families – Thames & Hudson Inc (2010); Deutsch Mein Grosses Buch de Tierfamilien – Knesebeck (2010); Ungarisch Legkedvesebb állataim – Athenaeum (2010); Französisch De la Martinière Jeunesse (Spring 2011); Finnisch Suloisimmat eläinperheet – Karisto Oy (2011). (text by David Henry Wilson) 2010, ISBN 978-0-500-54390-0)
- Portraits d'animaux. Les ours. Editions de la Martinière Jeunesse, 2010; French Ours – Éditions De La Martinière; Italienisch – Hippocampo. ISBN 2-7324-4051-5.
- Untamed Animals of the World. Abrams, ISBN 0-8109-5988-7. (Englisch USA Abrams ISBN 0-8109-5956-9; Niederländisch Lannoo ISBN 90-209-6333-3; Französische Edition De La Martinière ISBN 978-2-7324-3309-7; Italienisch L'ippocampo ISBN 88-88585-72-9; Französisch (Kanada) Editions Hurtubise ISBN 2-89428-840-9; Deutsch Knesebeck ISBN 3-89660-329-9 (Abrams) 2006, ISBN 0-8109-5988-7)
- A La Découverte des Animaux. Editions de la Martinière Jeunesse, 2011, ISBN 978-2-7324-4336-2.
- My Big Cats Journal. Thames & Hudson, 2012, ISBN 978-0-500-65002-8.
- My Polar Journal. Thames & Hudson, 2012, ISBN 978-0-500-65010-3.
- Les animaux racontés aux enfants. Editions de la Martinière Jeunesse, ISBN 2-7324-5121-5.